# Лузановка (район Одессы)
Лузановка — один из курортных микрорайонов в Одессе, расположенный рядом с морем и входящий в состав Пересыпского района. С юго-запада микрорайон ограничен ул. Лиманной, с запада — железной дорогой, а с северо-востока — Штилевой улицей. Численность населения Лузановки составляет около 9 тыс. чел.

## История
Северная граница дореволюционной Одессы проходила в районе современного переулка Академика Векслера, за которым начиналось имение Лузановых. Ещё в 1819 году император пожаловал эти земли генерал-майору от инфантерии Фоме Лузанову, который, в свою очередь, основал здесь имение, давшее название и близлежащему селу. Впоследствии по фамилии Лузановых была названа местность, а позднее — целый микрорайон. Интересно, что сами хозяева жили далеко отсюда, в шикарном особняке на улице Маразлиевской, 3.
Уже в 1924 году на окраине лузановских угодий был основан «Солнечный лагерь» для беспризорных детей. В 30-х годах его преобразовали в санаторий «Украинский Артек», а в 1956 году на его базе был создан республиканский пионерский лагерь «Молодая Гвардия». Современный облик лагерь обрёл в 70-х годах усилиями архитекторов А. Поварчука и А. Дьяченко.
С середины 50-х годов напротив Лузановского парка начинается строительство жилого микрорайона, который заселяли работниками соседних заводов. Прежде всего, появились 2-3-этажные «коттеджи» вдоль Николаевской дороги и 1-й Сортировочной улицы. В конце 60-х к ним прибавились «хрущёвки», а затем и 9-этажные дома. Формирование Лузановки окончилось в 1977 году, когда на северной её окраине появилось три 9-этажных дома для работников завода «Продмаш».
Первые двухэтажные дома, находящиеся сегодня по адресам Николаевская дорога  259 и 261, строились в 1946-47 годах немецкими военнопленными. 

## Достопримечательности

### Инфраструктура
На территории Лузановского массива и гидропарка расположен ряд гостиничных комплексов и центров отдыха («Дом Павловых», «Оазис», «Ковбой», «Прибой», «Взморье», «Malibu»), а также множество ресторанов и развлекательных учреждений.

### Детский центр «Молодая гвардия»
«Молодая гвардия» — это всеукраинский детский центр, который круглый год принимает юных отдыхающих со всех концов Украины. Лагерь — один из старейших в стране: он ведёт свою историю с далёкого 1924 года.
Территория лагеря, благоустроенная и ухоженная, занимает огромную площадь — 30,8 га. Он расположен на берегу Чёрного моря на 2-х плато: верхнем и нижнем, высота между которыми 18-20 метров. В детском центре есть два постоянно работающих лагеря «Звёздный» и «Солнечный», а летом открывается «Прибрежный».
Здесь имеются спортплощадки, стадион, киноконцертный зал на 1000 мест, автогородок, водная станция, летний театр на 1500 мест, административный корпус с почтой, телеграфом, музыкальным салоном и фотолабораторией, Дом творчества, комнаты для кружковой и студийной работы, танцевальная площадка, библиотека с читальным залом, интернет-кафе, а также многое другое.

### Пляж «Лузановка»
Пляж «Лузановка» одновременно является самым молодым и самым большим пляжем Одессы. Его протяжённость достигает 1,4 км. Главная отличительная черта Лузановки — открытое море. Кроме того, пляж расположен практически на одном уровне с городом при незначительном удалении от городского транспорта (250 м от остановки до песка). Также это один из немногих естественных пляжей города (в центре большинство искусственные), здесь нет ни волнорезов, ни пирсов. Так как пляж удалён от центра города и его стоков, и к тому же тут присутствуют течения, вода здесь относительно чистая, а также немного более тёплая.
Вдоль всего пляжа тянется парк, где одесситы в тени деревьев обычно устраивают пикники. С пляжа открывается красивый вид на центр города. Этот пляж наиболее популярен среди жителей Посёлка Котовского — добираться на Лузановку им ближе всего.
Как и на других пляжах Одессы, в Лузановке есть спасательная станция с радиоузлом, медпункт и отделение милиции. Для любителей активного отдыха предусмотрены водные горки, качели и карусели.
В последние годы пляж приобретает большую популярность в качестве злачного места — средоточия ресторанов и ночных клубов — и начинает составлять конкуренцию Аркадии, на что благоприятно влияют существенно более низкие цены.

## Транспорт
- Железнодорожная станция Одесса-Сортировочная.
- Трамвайные маршруты № 1, 7.
- Автобусные маршруты № 68, 100, 130, 140, 141, 143, 144, 151, 155, 166, 170, 177, 190а, 232а, 240, 250.
- Маршрутные такси № 16, 120, 121, 131, 145, 146, 156, 165, 168, 190, 241, 242, 570.

С 50-х до конца 90-х действовал морской трамвай Лузановка — Морской порт. В виду отсутствия финансирования как со стороны администрации порта Одесса, так и городского руководства, к концу 1990-х годов причал для прогулочных катеров был полностью разрушен морем. На сегодняшний день из-за пологого мелкого дна пляжа Лузановка швартовка к непосредственно к  берегу морских транспортных средств не возможна.